# ダン・クランシー
ダニエル・ジョセフ・クランシー（Daniel Joseph Clancy、1964年1月11日 - ）は、アメリカ合衆国の技術者、コンピューター科学者。2024年現在のTwitch InteractiveのCEO。

## 来歴
1985年にデューク大学にてコンピューターサイエンスと演劇の分野でBAを取得し、その後テキサス大学オースティン校で人工知能のPhdを取得した。在学中はトリロジー、ゼロックス ウェブスター研究センター、NASAのジェット推進研究所で働いていた。その後、NASAのエイムズ研究センターにて、情報科学および技術部門のディレクターとして700人以上の従業員を管理していた。
2005年、Googleに入社。国際検索品質に取り組み、Google ブックス検索のエンジニアリングディレクターとして、Googleの書籍スキャンプロジェクトの管理に携わったほか、同社傘下のYouTubeのエンジニアリングおよび消費者向け製品のリーダーも務めた。
2014年、Nextdoorに製品およびエンジニアリング担当副社長として入社。Nextdoorの創業チーム以外から幹部を採用するのはクランシーが初めてとなった。
2019年、Twitch Interactiveにクリエイターおよびコミュニティエクスペリエンス担当副社長として入社。その後はTwitch Interactiveの社長となったが、前任CEOのエメット・シアの退任に伴い、2023年3月より同社CEOに就任した。